# レーニンはキノコだった

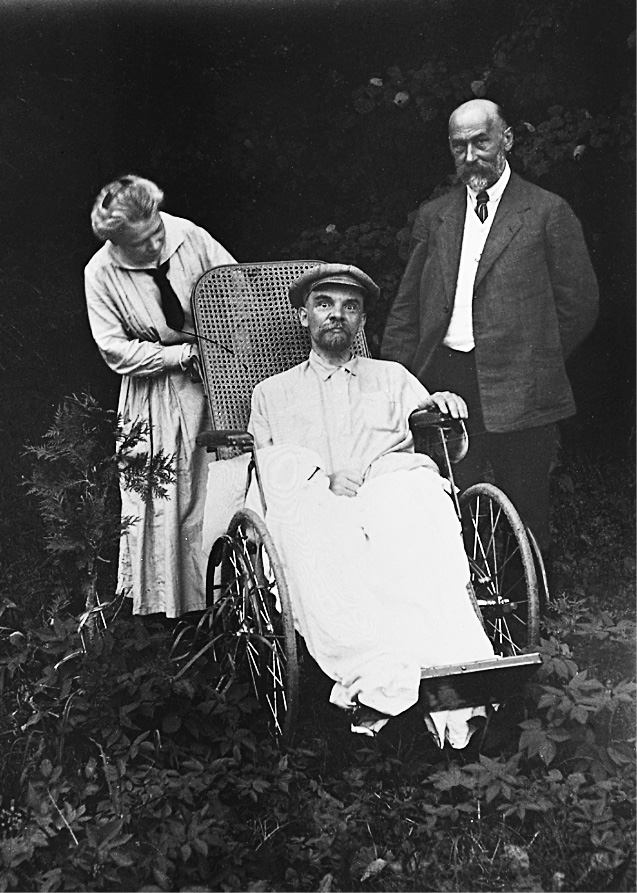
ウラジミール・レーニンの写真（中央）

レーニンはキノコだった（ロシア語: Ленин — гриб）とは、「レーニンは実はキノコだった」という内容のソビエト連邦中央テレビで発信されたデマである。1991年にジャーナリストのセルゲイ・ショーロホフと音楽家のセルゲイ・クリョーヒンによって捏造され、レニングラード・テレビジョンにて初めて放送された。

## 解説
このデマはテレビ番組「Pyatoe Koleso」でのインタビューという形で発信された。歴史家になりすましたクリョーヒンが「ウラジーミル・レーニンは大量のマジックマッシュルームを摂取した結果、やがては自分もキノコになったのだ」という自らの「研究結果」を発表した。クリョーヒンはインタビュー内でさまざまな「情報源」（カルロス・カスタネダ、マサチューセッツ工科大学、コンスタンチン・ツィオルコフスキーなど）からこの情報を得たと自称し、権威に訴えかけた。また、長大な論理的誤謬による主張を展開し「レーニンがキノコだった」という主張をもっともらしい論理の結果としてあたかも合理的な説かのように紹介した。
このデマが拡散に成功した理由としては、グラスノスチによってソ連の検閲が緩和され、いままで隠蔽されてきたソ連の歴史的事実が多く明らかになっていたタイミングだったからと考えられる。この時期のソ連のテレビ局は視聴者から保守的だとみなされており、多くのソ連国民（一説には、1130万人の視聴者がいたとされる）が額面どおりにこの「インタビュー」を事実だと受け入れた。
ショーロホフが述べるところによれば、この番組が注目された理由はソビエト連邦共産党に党員たちが「これは事実なのか」と問い合わせたからであるとされる。この問い合わせに対して共産党地方委員会の幹部の1人が「レーニンがキノコであるはずがないだろう。なぜなら、哺乳類は植物にはなれないのだから」と返答した。なお、キノコは植物ではなく、菌類である。